# 博比奥
博比奥（義大利語：Bobbio），是意大利皮亚琴察省的一个市镇。总面积106.5平方公里，人口3755人，人口密度35.3人/平方公里（2009年）。ISTAT代码为033005。